# Rachicerus honestus
Rachicerus honestus är en tvåvingeart som beskrevs av Osten Sacken 1877. Rachicerus honestus ingår i släktet Rachicerus och familjen vedflugor.
Artens utbredningsområde är Kalifornien. Inga underarter finns listade i Catalogue of Life.